# Hästköttsskandalen

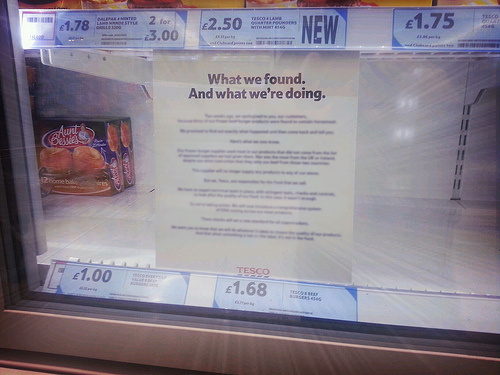
Skylt i en av Tescos stormarknader efter att hamburgare av nötkött som var blandat med hästkött tagits bort.

Hästköttsskandalen var en uppmärksammad händelse under januari till mars 2013, då mat som hade deklarerats innehålla nötkött visade sig innehålla hästkött och annat odeklarerat kött, såsom fläsk, och i några fall inget nötkött alls. Problemet uppdagades den 15 januari 2013 när det rapporterades att häst-DNA hade upptäckts i frysta hamburgare av nötkött som såldes i flera brittiska och irländska stormarknader.
Hästkött är i sig inte farligt och har liknande smak som nötkött, men är billigare och har lägre fetthalt. Förtäring av hästkött är emellertid tabu för en del personer.  Det finns också en risk att hästkött som inte slaktats med rätt metod kan innehålla ämnen som inte får förekomma i livsmedel, exempelvis det smärtstillande läkemedlet fenylbutazon ("bute"). Någon sådan förekomst har hittills inte hittats i hästköttet i Sverige.

## Effekter
I Storbritannien återkallade Findus lasagne från butikshyllorna under 2013 och i Frankrike drog företaget även tillbaka moussaka och cottage pie. Den 4 februari 2013 drog Findus Sverige tillbaka sina köttlasagner från lagren och kundernas distributionslager.
Findus tester i Storbritannien visade att 11 av 18 lasagner innehöll hästkött. Dessa produkter såldes, förutom i Storbritannien, även i  Frankrike och Sverige. Det franskägda livsmedelsföretaget Comigel, med placering i Luxemburg, kunde inte garantera för Findus att innehållet i deras produkter, som de sålde till Findus, stämde överens med det som angivits i innehållsdeklarationen.  De innehöll mellan 60 och 100 procent hästkött i stället för nötkött.
I samband med det utfördes tester bland många företag i Europa som importerade och sålde kött och odeklarerat hästkött upptäcktes då hos andra köttimportörer, bland annat hos Dafgårds i Sverige.
Findus lasagne blev särskilt uppmärksammad i svenska massmedier, så språkrådet tog upp ordet hästlasagne i nyordslistan för 2013.

## Ursprungsmärkning i Sverige
Landsbygdsministern Eskil Erlandsson ändrade sig den 17 mars 2013 i frågan om ursprungsmärkning av kött i halvfabrikat, vilket fick branschorganet Livsmedelsföretagen att kritisera ministern på grund av att de anser att det kan medföra orimliga kostnader för mindre aktörer.

## Tidslinje
- 8 februari 2013 meddelade Axfood, Ica och Coop att de drar tillbaka lasagne som misstänks innehålla hästkött. Det gäller varumärkena Eldorado Lasagne Bolognese 1 kilo, Willys Lasagne Bolognese 400 gram, Hemköp Lasagne Bolognese 400 gram, Coop lasagne 400 gram, och Ica Basic 400 gram.  Findus drog tillbaka sin enportionslasagne 375 gram.[15]

- 12 februari 2013 bekräftade branschorganisationen Svensk dagligvaruhandel att svenska kedjor sålt lasagne med hästkött.[16]

- 18 februari 2013 drabbades även Livsmedelskedjan Lidl i Sverige, som fick dra in en fryst pastarätt med köttfärssås och en tysktillverkad gulasch.[17]

- 23 februari 2013 drog brittiska Sodexo tillbaka alla frysta nötköttsprodukter sedan DNA från häst hittats i en produkt. Svenska Sodexo säger att de inte hittat några spår av häst i sina produkter och att de använder Dafgårds och Servera, som har egna DNA-tester sedan början av samma vecka.[18]

- 25 februari 2013 hittade tjeckiska inspektörer en obekräftad mängd hästkött i köttbullar tillverkade av Dafgårds, som skulle levereras till Ikea,[19] och som följd av upptäckten slutade Ikea med försäljning av köttbullar i 26 länder,[20] bland dem Sverige[21]. Dafgårds svenska fabrik i Källby tillverkar de flesta köttbullarna för Ikeas europeiska varuhus.[19]

- 26 februari 2013 återkallade Lantmännen storköksförpackningar (omkring 5 kg) med produkter av varumärket Kungsörnen, efter misstanke om hästkött. Det handlade om tre färsprodukter: köttbullar, kåldolmar och oxjärpar. De hade då dock ännu inte fått in några svar från analyserna.[22]

- 27 februari 2013 bekräftade Dafgårds egna köttprover att 1–10 procent av köttfärsen innehöll hästkött.[23][24] Ikea stoppar försäljningen av wallenbergare och kålpudding från samma underleverantör och väntar in fler egna provsvar. Ikea har nu säljstopp för sina köttbullar på Ikea-varuhus i 24 länder – majoriteten av möbeljättens europeiska varuhus samt i Hongkong, Thailand och Dominikanska republiken.[25] Axfood stoppar köttbullar från Öresundschark i Malmö, som i sin tur fått köttet från Irland. Detta sedan Axfoods egen analys visat att de innehåller mellan 1 och 5 procent hästkött. De stoppade produkterna är köttbullar av märkena Eldorado och Garant, som sålts hos butikerna Willys, Hemköp och Prisxtra.[26][27][28]  I samband med Islands mat- och veterinärmyndighets (MAST:s) test efter eventuellt hästkött i den isländska Gæðakokkars köttpaj, som påstås innehålla 30 procent kött, upptäcktes det att produkten inte innehöll något kött alls.[2][3] Försäljningen av frysta hamburgare har minskat med 43 procent i Storbritannien.[29]

- 28 februari 2013 stoppar Coop försäljningen av köttbullar som en försiktighetsåtgärd, eftersom de inte är testade. Köttbullarna tillverkas av Öresundschark, som också gör köttbullar åt Axfood. Axfood återkallade dagen innan sina köttbullar efter fynd av hästkött.[30] Dafgårds häver säljstoppet på fyra köttprodukter sedan tester visat att Dafgårdsprodukterna inte innehåller hästkött.[31]

- 3 mars 2013. Ett av de största livsmedelstestföretagen på den europeiska marknaden, Eurofins, gör vid denna tidpunkt flera hundra prover varje dag i München, enligt doktor Reiner Schubbert, som är chef för Eurofins laboratorium utanför München. Det är en dramatisk ökning jämfört med tidigare. Svenska livsmedelsverket har vid denna tid bara möjlighet att genomföra de tester som har beställts av EU.[32]

- 4 mars 2013. Dafgårds stoppar tolv produkter medan provtagning pågår, då man efter 1000 DNA-prover och en omfattande utredning spårat den leverantör som felaktigt blandat in hästkött som nötkött. Jurister har kopplats in och bevismaterial överlämnats till myndigheterna.[33] Det framkommer senare att leverantören till Dafgårds är Globe Foods i Stockholm, som säger att de i sin tur blivit lurade av någon av deras två polska styckare, som i sin tur också blivit lurade.[34]

- 14 juli 2013. Köttskandalen visar sig inte ha fått något rättsligt efterspel. Tre av fyra aviserade anmälningar lämnades inte in och den sista mot företaget Globe Foods lades ned, såväl avseende bedrägeri samt brott mot livsmedelslagen. Detta på grund av att leverantören vid kontroll hade fullgod dokumentation enligt kammaråklagare Anita Kjellén.[35]